# Gåstjärnarna (Arvidsjaurs socken, Lappland, 731401-162532)
Gåstjärnarna är en sjö i Arvidsjaurs kommun i Lappland och ingår i Byskeälvens huvudavrinningsområde. Sjön har en area på 0,0986 kvadratkilometer och ligger 449,4 meter över havet.

## Delavrinningsområde
Gåstjärnarna ingår i det delavrinningsområde (731604-162683) som SMHI kallar för Ovan Guollasbäcken. Medelhöjden är 479 meter över havet och ytan är 36,04 kvadratkilometer. Det finns inga avrinningsområden uppströms utan avrinningsområdet är högsta punkten. Avrinningsområdets utflöde Byskeälven mynnar i havet. Avrinningsområdet består mestadels av skog (87 procent) och sankmarker (10 procent). Avrinningsområdet har 0,59 kvadratkilometer vattenytor vilket ger det en sjöprocent på 1,6 procent.